# كأس اليونان 1980–81
كأس اليونان 1980–81 (باليونانية: Κύπελλο Ελλάδος ποδοσφαίρου ανδρών 1980-81)‏ هو الموسم 39 من كأس اليونان. أشرف على تنظيمه الاتحاد الإغريقي لكرة القدم، وكان عدد الأندية المشاركة فيه 58، وفاز فيه نادي أولمبياكوس.